# Hiroaki Hiraoka (football)
Pour les articles homonymes, voir Hiraoka.
Hiroaki Hiraoka (平岡 宏章, Hiraoka Hiroaki) est un footballeur japonais né le 2 septembre 1969 dans la préfecture de Shizuoka au Japon.